# 约瑟夫皇帝大街

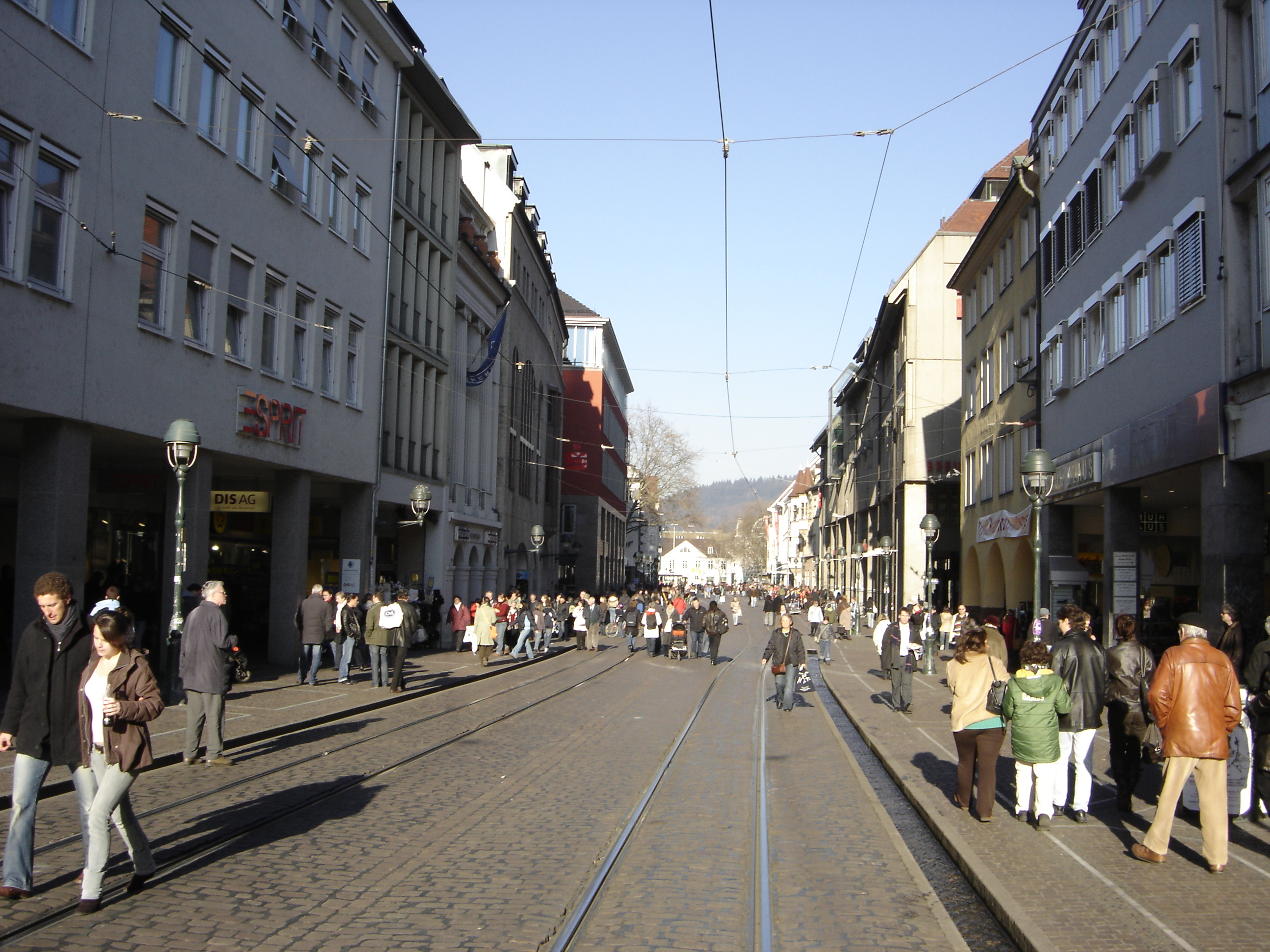

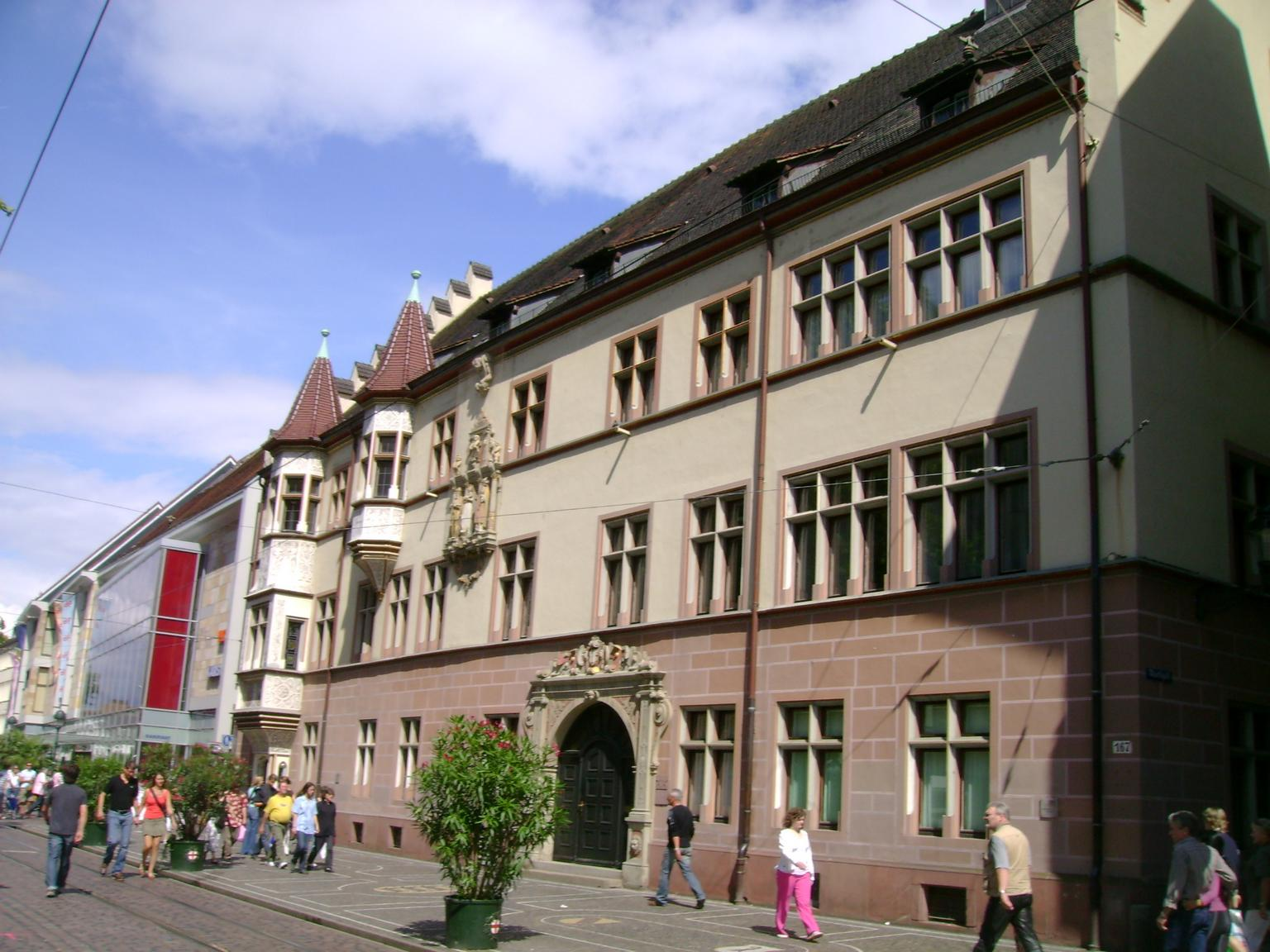

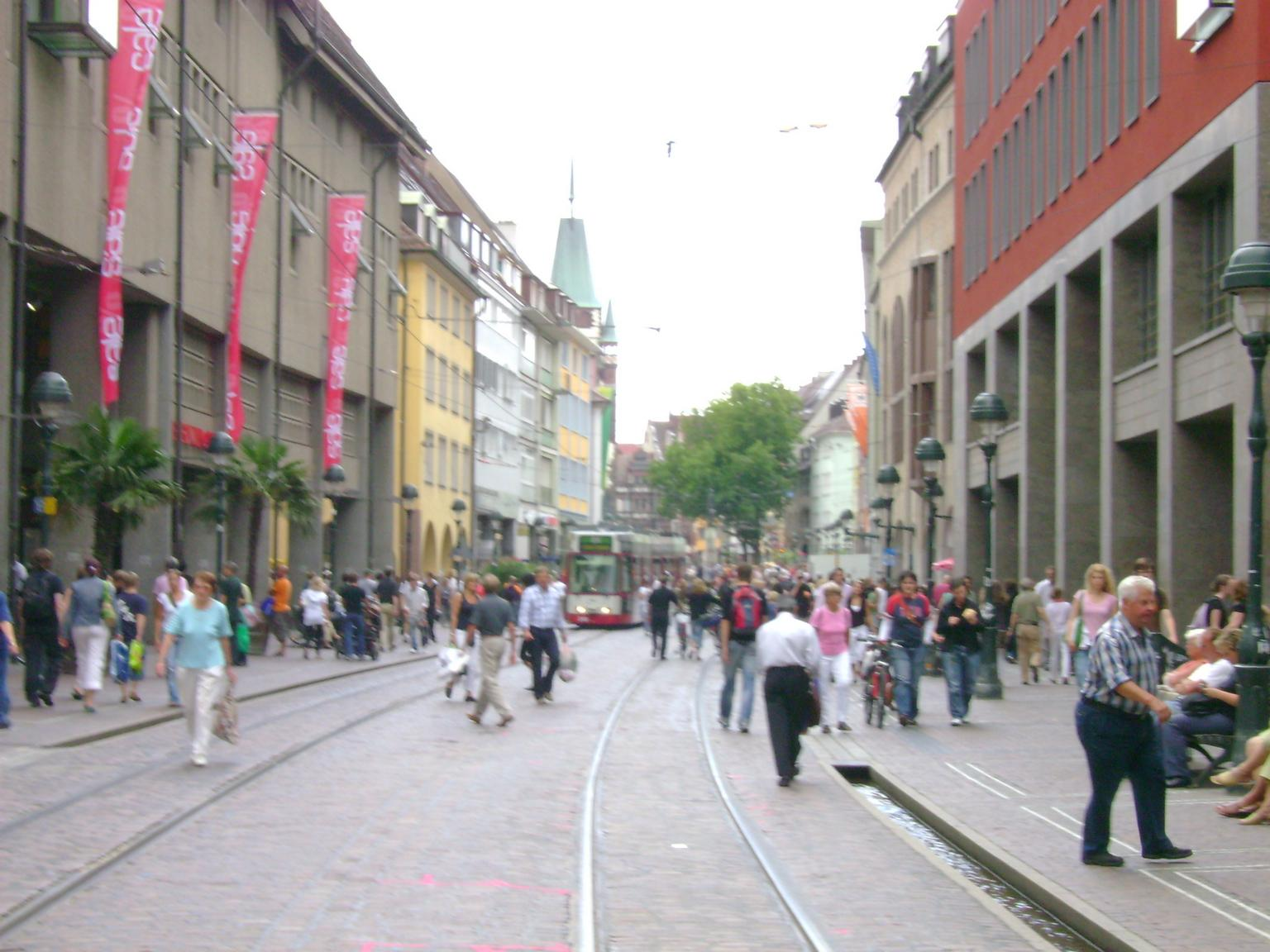

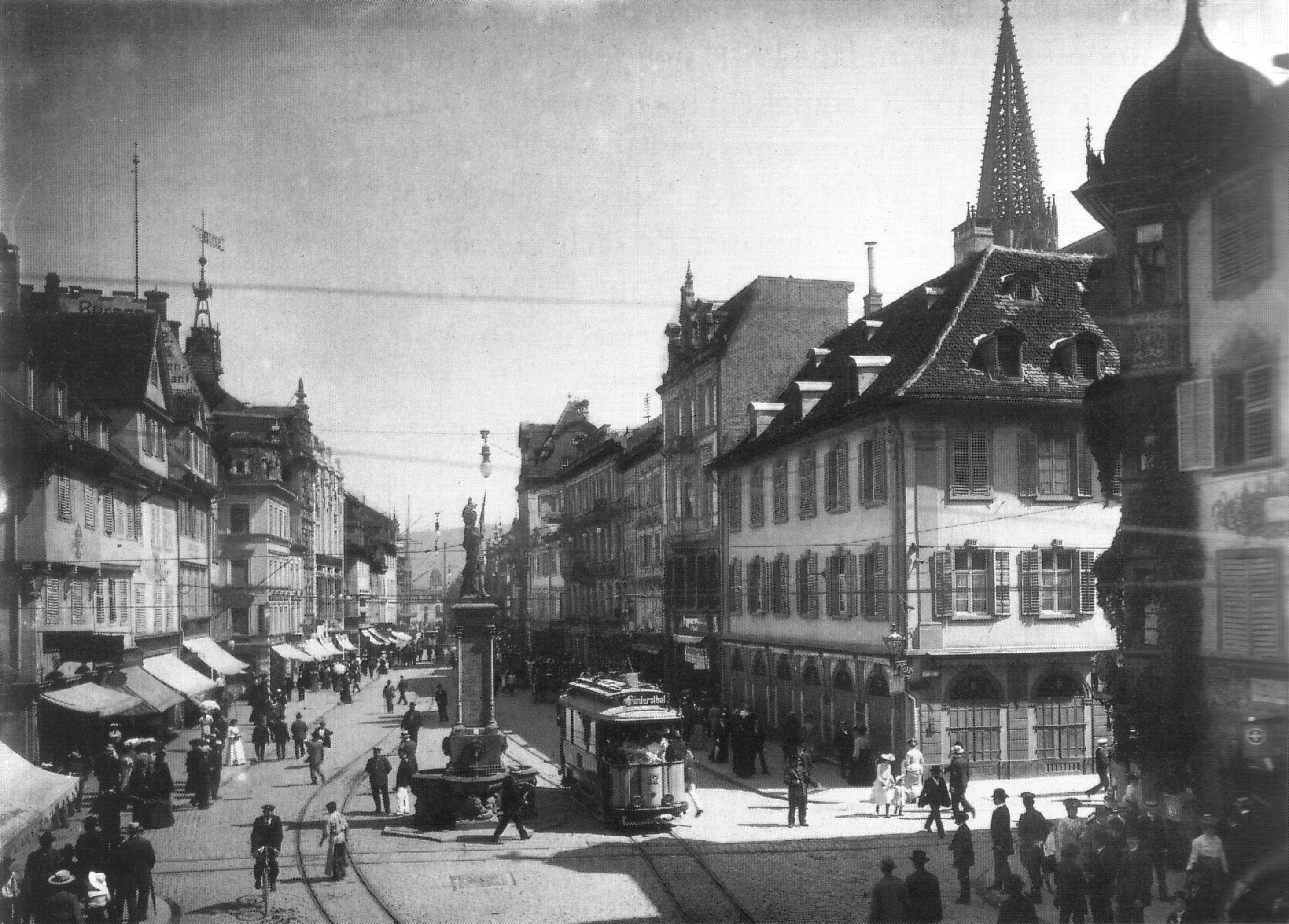

约瑟夫皇帝大街（Kaiser-Joseph-Straße）是弗赖堡的一条购物街，长约900 米，从北到南穿过老城的中心区。它是德国最昂贵的地点之一。
这条街开始于弗赖堡北部的胜利纪念碑。在市中心贝托尔德井（Bertoldsbrunnen）十字路口，与西侧的贝托尔德街（Bertoldstraße）和东侧的盐街（Salzstraße）交汇，并设有信号灯管制交通。在老城的南郊，约瑟夫皇帝大街通过马丁门继续延伸到皇帝桥（Kaiserbrücke）。如同弗赖堡市中心许多街道一样，约瑟夫皇帝大街也有人工街溪穿过。第二次世界大战中，1944年11月27日的空袭使得胜利纪念碑与马丁门之间的大多数建筑物被完全摧毁。因为电车在1901年开通，街道两侧的建筑物设置骑楼街，作为行人和其他交通的空间，所以电车可以继续通过约瑟夫皇帝大街。在1972年11月， 这条街在德国率先成为交通宁静行人区域。只有2路、3路和5路电车和某些运载工具允许通行。但这些限制不包括马丁门以南的约瑟夫皇帝大街。

## 历史
约瑟夫皇帝大街最初叫“大胡同”（Große Gass），在中世纪每周在此举办集市。这也是其宽度大于老城其他街道的原因。在15世纪，每周的集市搬迁到弗赖堡主教座堂前的这个区域。

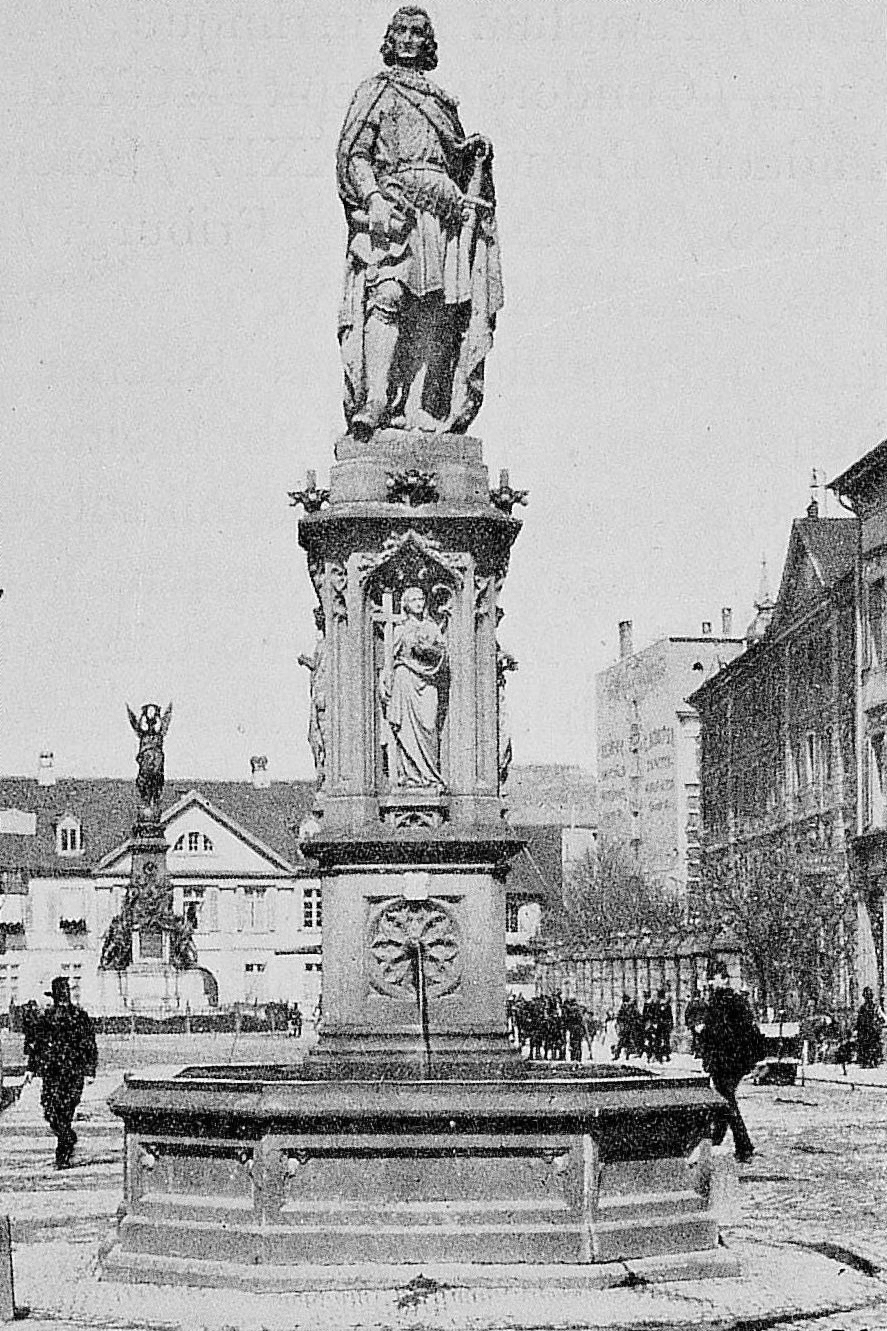

自从1777年约瑟夫二世参观以后，这条大街就更名为皇帝大街（Kaiserstraße）。1840年左右，它从马丁门向南延伸到皇帝桥。这一段起初命名为“斯蒂芬妮街”（Stephanienstraße），得名于巴登大公夫人史蒂芬妮。其结果是，在这种情况下新建的新区命名为“斯蒂芬妮郊区”（Stephanien-Vorstadt）。沿街原有两口井：市中心16世纪的“鱼井”（Fischbrunnen），在1806年改为贝托尔德井；以及阿尔伯特-路德维希井（Albert-Ludwig-Brunnen），靠近胜利纪念碑，昔日的威廉皇帝广场。
在纳粹时期，皇帝大街全线，包括北延伸线（Zähringerstraße）和南延伸线（Günterstalstraße），更名为阿道夫-希特勒大街。第二次世界大战后从市中心到皇帝桥的部分称为约瑟夫皇帝大街，而阿道夫-希特勒大街的北部命名为哈布斯堡大街，得名于皇帝的哈布斯堡王朝血统。但是为了保持原有的门牌号码，今天东侧开始于143号，而西侧开始于166号。
众多大贸易公司的分支机构在这条街上设立办事处。在20世纪70年代这里曾有5个百货公司，到21世纪还剩两个。巴斯勒霍夫（Basler Hof）是一座15世纪府邸，是这条街上唯一没有任何商业使用的建筑。这是弗莱堡最重要的世俗建筑之一。由于巴塞尔进行宗教改革，1587年至1677年，座堂圣职团被迫搬迁到弗赖堡的这座建筑，因而得名。目前是弗赖堡县长的官邸。